# Faisan vénéré
 (août 2021).
Syrmaticus reevesii
Espèce
Statut de conservation UICN

 VU A2cd+3cd+4cd;C2a(i) : Vulnérable
Le Faisan vénéré (Syrmaticus reevesii) est une espèce d'oiseaux appartenant à la famille des Phasianidae.
Son épithète spécifique est attribué au naturaliste britannique John Reeves (en) (1774-1856).

## Description
Il est le plus grand représentant du genre : la queue du mâle peut atteindre 2 mètres. Le mâle a un masque et un collier noirs, son plumage est jaune nuancé de blanc et de noir.
Il est également connu pour son agressivité tant envers les humains que les autres animaux et ses congénères.

## Distribution
Centre et est de la Chine (est du Yunnan, Seutchouan, Kouetcheou, Hounan, sud du Kansou, Chensi, Houpei, Honan, Anhouei, Kiangsi). Introduit en République tchèque, France, Allemagne, Autriche, Angleterre, États-Unis avec Hawaï.

## Habitat
Le faisan vénéré se rencontre de préférence entre 200 et 1 000 m (mais parfois jusqu’à 2 000 m), dans les forêts mixtes ou de conifères à base de Fagaceae, Lauraceae, Theaceae, Aquifoliaceae, Symplocaceae ou Pinaceae, à sous-bois luxuriant, c’est-à-dire dans des forêts claires, à la limite des forêts tempérées et des forêts subtropicales (Wu et al. 1994).

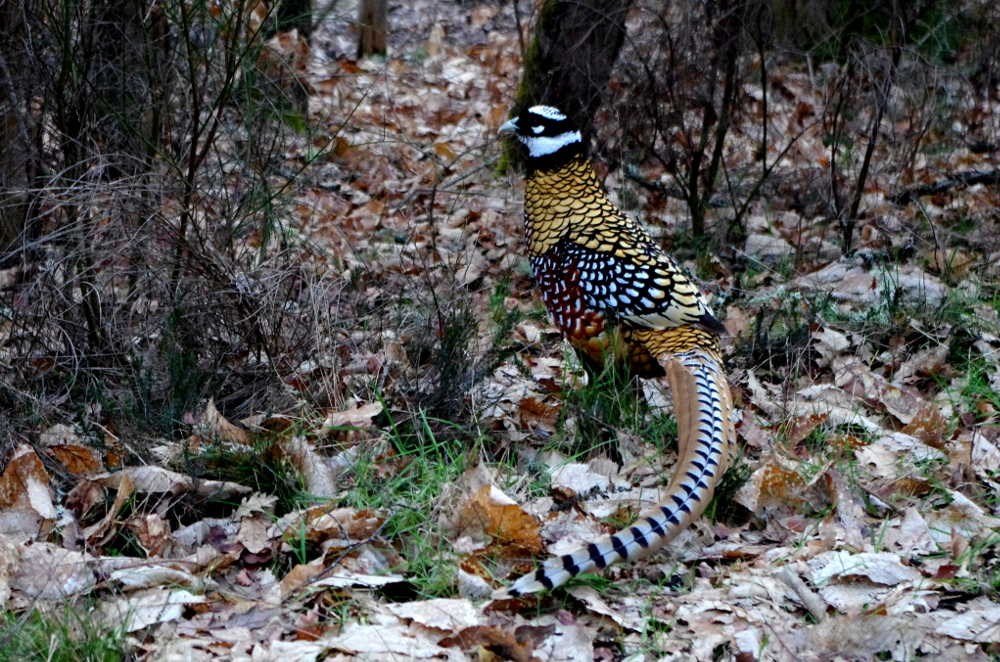
Mâle faisan vénéré observé en Sologne (France) auprès de Lamotte-Beuvron

## Alimentation
Le régime alimentaire du faisan vénéré comporte des graines de légumineuses contenues dans des gousses (de type fève), des glands, des graines et des bourgeons, des tubercules, des radis et des plaqueminiers sauvages (kakis : Diospyros kaki) complétés de quelques insectes avec leurs larves (Hennache & Ottaviani 2006).
Les études menées par Wu et al. (1994) en forêt de Tuoda dans la province du Kouetcheou précisent qu’il consomme des glands de chênes (Quercus, Lithocarpus), des baies d’un buisson-ardent (Pyracantha forluneata) et d’un cotonéaster (Cotoneaster dammeri) et aussi des cynorhodons (Rosa maisei).

## Comportement non social
Xu et al. (2004) ont montré qu’il s’agit d’une espèce très territoriale : les mâles sont fidèles à leur territoire, non seulement au fil des saisons mais aussi au fil des années. Le territoire parcouru annuellement est d’environ 25 ha dont un peu plus de 4ha (16,6 %) constitue la zone de fréquentation principale.
Le comportement du faisan vénéré face à des prédateurs a été bien étudié en France par Moynihan (1995). Les femelles adultes battent généralement en retraite à l’approche d’un mammifère carnivore ou d’un homme ; cependant, lorsqu’elles couvent, elles peuvent se figer sur le nid ou à proximité. Une femelle accompagnée de ses jeunes s’envolera vers les arbres en même temps que sa progéniture tout en lançant un puissant cri d’alarme et les jeunes se rapprocheront ensuite de leur mère en se déplaçant graduellement de branche en branche. Un mâle solitaire, surpris par un prédateur terrestre, prendra également son essor vers les arbres mais, ajoute Moynihan, le mâle vénéré a développé d’autres stratégies de défense tout à fait singulières (très différentes de celles du faisan de Colchide) surtout quand il y a des femelles avec des jeunes. Ainsi, à l’approche d’un prédateur terrestre, il tente, le plus souvent, d’aller à son encontre en adoptant des postures d’intimidation, le corps en position basse et la queue relevée ou le corps droit avec le plumage ébouriffé et les ailes pendantes. Ce comportement très agressif s’accompagne de cris. Le mâle tente ainsi d’attirer l’attention sur lui pour faire diversion et permettre ainsi aux femelles de s’échapper avec leurs jeunes.
Hennache & Ottaviani (2006) ont observé des comportements d’agressivité uniques exprimés par des mâles de faisans vénérés en période de reproduction. Ainsi, un coq, né en captivité puis relâché en futaie, attaquait systématiquement les roues du moindre tracteur agricole traversant son territoire, une lisière forestière où avait été installée la volière de pré-lâcher. À plusieurs reprises, il réussit même à pénétrer dans la cabine du tracteur, dont les portes avaient été ôtées, pour attaquer le conducteur aux mains ou au visage.

## Comportement social
Le faisan vénéré vit généralement en groupes comptant, dans 87 % des cas, deux à cinq faisans, mais des compagnies plus nombreuses, jusqu’à 13 oiseaux, ont été observées. Cette agrégation a été particulièrement bien étudiée par Sun et Zhang (2003) dans la réserve de Dongzhai. Ces groupes peuvent soit être composés d’oiseaux du même sexe soit, plus rarement, d’oiseaux de sexes différents. La majorité des groupes mixtes ne comprennent qu’un seul mâle avec plusieurs femelles (62 % des cas). Dans 64 % des cas, les groupes de mâles ne comprennent que deux mâles et dans la quasi-totalité des cas ceux de femelles trois ou quatre oiseaux. La structure des groupes change suivant les saisons, les adultes quittant le groupe au moment de la reproduction, et les rejoignant après cette période.

## Parade nuptiale
La description de la parade nuptiale qui suit est une synthèse de nos observations en captivité et de divers documents graphiques et photographiques. Le mâle revendique un territoire par des démonstrations à la fois visuelles et sonores. Il gonfle considérablement son plumage et bat frénétiquement des ailes, le corps maintenu bien droit et la queue non déployée reposant sur le sol. Cette courte séquence est habituellement suivie d’une série de sifflements aigus et répétés portant à plus de 200 m. En parade nuptiale, le mâle s’approche lentement de la femelle en décrivant des cercles concentriques dans une attitude droite et fière, le plumage fortement gonflé. Arrivé à proximité de sa partenaire, il penche fortement le corps en avant, tend le cou vers le haut, déploie et redresse à la verticale sa longue queue dont la pointe recourbée ondule élégamment au gré de ses mouvements. Si, à ce moment, la femelle s’esquive, il va au devant d’elle et se met alors à sauter de façon spectaculaire et impressionnante tout en se rapprochant d’elle, parfois en ouvrant une aile de façon à paraître encore plus grand. À noter tout de même que ces bonds peuvent effrayer la femelle et occasionner sa fuite, surtout en début de parade (Hennache & Ottaviani 2006).

## Nidification

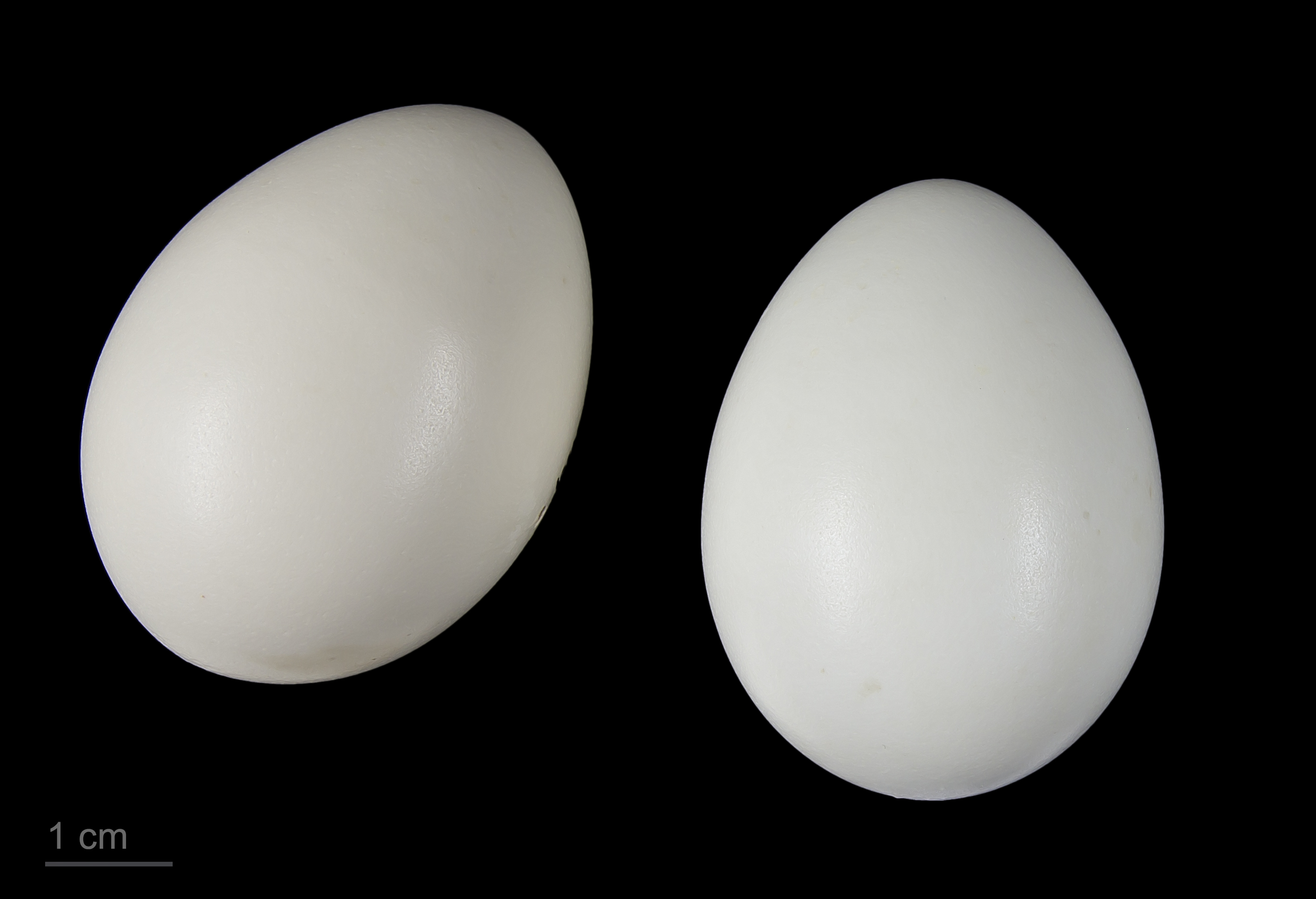
Œufs de Syrmaticus reevesii - Muséum de Toulouse

Wu et al. (1993) ont montré que, dans la forêt de Tuoda (province du Kouetcheou), la nidification a lieu de mi-avril à mi-juillet et ils ont découvert huit nids dont la ponte variait de six à neuf œufs avec un maximum de 15 œufs. Une autre étude (Wu et al. 1994) a porté sur 32 nids : la ponte s’échelonnait de mars à juillet et la taille de la ponte variait de 5 à 10 œufs, avec une moyenne de 7,7 œufs par nid. La ponte de 15 œufs signalée précédemment pourrait donc correspondre à celle de deux femelles ayant pondu dans le même nid. Les nids sont simples, situés en lisière forestière et entourés par des buissons ou des herbes. Ils sont constitués de débris de litière ramassés autour du site de nidification et placés dans une légère dépression, profonde de 7,6 cm en moyenne. Les dimensions extérieures moyennes du nid sont de 27 x 24 cm (Wu et al. 1994).

## Statut, conservation
Birdlife International (2004) considère le faisan de Reeves comme « vulnérable ». Depuis le milieu des années 1980, plusieurs ornithologues chinois se sont investis pour mener des études de terrain et tenter de protéger l’espèce alors que le Symposium International de la World Pheasant Association, tenu à Pékin en 1989, concluait sur son dangereux déclin. Au début des années 1990, le faisan vénéré était toujours tenu pour l’un des faisans les plus menacés, avec une diminution de près de la moitié de son aire de répartition. La déforestation, qui réduit et fragmente l’habitat, la chasse pour la nourriture et pour la collecte des plumes ornementales sont les menaces spécifiques du faisan vénéré. Huit réserves naturelles, dont la superficie varie de 30 à 730 km2, ont été créées. Mais, selon Birdlife International, la population totale est estimée à moins de 10 000 oiseaux et sur le déclin.